# Stayen
El Stayen Stadion anteriormente llamado Staaienveld, es un estadio de fútbol ubicado en la ciudad de Sint-Truiden, Provincia de Limburgo, en Bélgica. El estadio abierto al público en 1924 fue completamente destruido por un ataque aéreo el 24 de agosto de 1944 durante la Segunda Guerra Mundial y reconstruido en 1948, posteriormente ha sido remodelado en varias ocasiones la última entre 2013 y 2014. Actualmente posee una capacidad para 14 600 espectadores y en el disputa sus juegos el club Sint-Truidense de la Liga Belga.